# Inés Arredondo
Inés Amelia Camelo Arredondo (Culiacán, Sinaloa, 20 de marzo de 1928-Ciudad de México, 2 de noviembre de 1989), conocida como Inés Arredondo, fue una escritora mexicana. Fue integrante del grupo de escritores conocido como Generación del Medio Siglo, grupo de la Casa del Lago o grupo de la Revista Mexicana de Literatura. En 1979, ganó el premio Xavier Villaurrutia por Río subterráneo.

## Biografía y carrera

### 1928-1958: primeros años
Inés Amelia Camelo Arredondo nació el 20 de marzo de 1928 en Culiacán, Sinaloa, siendo hija del médico liberal Mario Camelo y Vega, y de Inés María Arredondo Ceballos. Pasó gran parte de su infancia en la hacienda azucarera de su abuelo materno, Francisco Arredondo, cercana a Culiacán, llamada Eldorado. 
Entre 1936 y 1944, fue alumna del Colegio Montferrant en Culiacán, un colegio de monjas españolas. De 1945 a 1946, cursó estudios de preparatoria en el Colegio Aquiles Serdán en Guadalajara. En 1947, se inscribió en la Facultad de Filosofía y Letras de la Universidad Nacional Autónoma de México (UNAM), en Ciudad de México, para obtener una licenciatura de filosofía, pero cambia de carrera a letras hispánicas al año siguiente. Se graduó en 1950 con una tesis titulada Sentimientos e ideas políticas y sociales en el Teatro Mexicano de 1900 a 1950.

### 1950-1957: inicios laborales
Entre 1950 y 1951 estudió Arte Dramático, y en 1953 realizó un curso de Biblioteconomía. Durante su estudio llega a conocer a muchos exiliados de la guerra civil española, los republicanos serán para ella un fuerte contrapeso contra las corrientes nacionalistas vigentes en México. En estos años, también descubre el existencialismo francés, el surrealismo, la Generación del 27, a Juan Rulfo y Juan José Arreola. Convive con Rosario Castellanos, Jaime Sabines y Rubén Bonifaz Nuño como compañeros de estudio.
Entre 1952 y 1955, trabajó en la Biblioteca Nacional, sustituyendo a Emilio Carballido en una cátedra de la Escuela de Teatro de Bellas Artes. Colaboró en la redacción del Diccionario de Literatura Latinoamericana editado por la Unesco. De 1959 a 1961, fue redactora del Diccionario de Historia y Biografía Mexicanas y trabajó como autora para la radio y la televisión. También se desempeña como traductora, y de este trabajo le surge la idea para su primer cuento propio, «El membrillo», publicado en 1957 en la Revista de la Universidad de México.

### 1958-1979: matrimonios e incursión como escritora
En 1958, se casó con el escritor Tomás Segovia, con quien tuvo 4 hijos: Inés, José, Ana y Francisco. De ellos, José falleció tras el parto, lo que le provocó a Arredondo una fuerte depresión. Junto a su esposo, trabajó en la Revista Mexicana de Literatura. En la misma Revista se publicaron varios de sus cuentos. En 1961, recibió una beca del Centro Mexicano de Escritores, y en 1962 otra de la Fundación Fairfield en Nueva York. Ese año, Arredondo y Segovia se mudaron a Montevideo, donde Arredondo trabajó en la Asociación Latinoamericana de Libre Comercio (ALALC). La pareja se separa, Arredondo vuelve a México y el divorcio se efectúa en 1965. 
```
Arredondo trabajó en los siguientes puestos y funciones:
```

- Miembro de la Mesa de Redacción de la Revista Mexicana de Literatura hasta su fin en 1965.
- Investigadora de la Coordinación de Humanidades (1965-1975).
- Conferencista invitada en Indiana University y Purdue University en 1966.
- Profesora en los Cursos Temporales (UNAM) en la materia «Siglos de oro» y profesora de Literatura en la Escuela de Cine de la misma UNAM (1965-1968).
- Crítica del suplemento México en la cultura de la revista Siempre! 1965 a 1967.
- Colaboradora de Radio Universidad, 1965 a 1970.
- Colaboradora en el Diccionario de Escritores Mexicanos del Centro de Estudios Literarios de la UNAM, editado en 1967.
- Profesora de la Escuela de Teatro del Instituto Nacional de Bellas Artes, 1965 y 1967.
- Redactora del Departamento de Información y Prensa. UNAM. 1965-1968.
- Coguionista con Juan García Ponce de Mariana, película de largo metraje dirigida por Juan Guerrero, 1967.
- Profesora de Historia del teatro en la Universidad Iberoamericana, 1970.
- Investigadora del Centro de Estudios de Historia de México, CONDUMEX, de 1966 a 1973.

En 1962, en un intentó por resolver problemas maritales que tenía con su marido, ambos se mudaron a Montevideo, donde Arredondo trabajó en la Asociación Latinoamericana de Libre Comercio (ALALC). Tiempo después, se separaron definitivamente. Inés volvió a México y el divorcio se consumó en 1965. El mismo año, publicó su primer tomo de cuentos, La Señal. Comienza a tener problemas con su columna vertebral, es operada cinco veces y tiene que pasar muchos años de su vida en una silla de ruedas. En 1972, contrajo matrimonio por segunda ocasión con el médico cirujano Carlos Ruiz Sánchez, con quien permaneció hasta su muerte.

### 1979-1988: consagración profesional
En 1979, se lanzó su segundo libro, Río subterráneo, con el que obtuvo el Premio Xavier Villaurrutia y comienza a recibir homenajes: ese año, la biblioteca del congreso de Washington la pide grabar tres de sus cuentos, trabajo que la UNAM edita, en 1980, en un disco dentro de la serie Voz Viva de México. Recibió reconocimientos en Mocorito, Sinaloa, a fines de 1980, y en el Tecnológico de Monterrey en su ciclo «Compresencias» el 17 de octubre de 1983. El 7 de noviembre de 1986, el municipio de Culiacán le otorgó la medalla «Bernardo de Balbuena» al mérito literario y la homenajeó el CREA de Culiacán en marzo de 1987. 
Retomó sus estudios de Letras y escribió su tesis de maestría sobre el ensayista y poeta mexicano Jorge Cuesta, obteniendo una mención honorífica al graduarse en 1980. En 1983, la editorial Oasis publicó Opus 123; un año después, sale su cuento infantil Historia Verdadera de una Princesa, y en 1988 su último tomo de cuentos, Los espejos. En el mismo año se editan sus Obras completas en la editorial Siglo XXI. 
Con motivo de su 60° aniversario, recibió muchos premios y honores, incluyendo el doctorado honoris causa de la Universidad Autónoma de Sinaloa el 27 de mayo de 1988. Canal Once le dedicó una extensa entrevista, y en noviembre de 1988 se organizó un festival dedicado a ella en Culiacán.

## Muerte
El 2 de noviembre de 1989, Arredondo falleció en Ciudad de México a los 61 años de edad, a causa de un infarto agudo de miocardio, hipertensión arterial, y una listesis de columna lumbar. Su cuerpo fue enterrado en el panteón Jardines del Recuerdo, ubicado en Tlalnepantla de Baz, Estado de México.

## Legado
La crítica concuerda frecuentemente en que la poética de la Generación de Medio Siglo, con la que se identifica a Arredondo, recurre a los temas de la identidad, la mirada, la obscenidad, el cuerpo, el erotismo, la exploración del instante, y los usa también como un recurso estilístico para construir personajes, voces, espacios y tiempos. Si bien Arredondo comparte inquietudes y temas con otros miembros de dicha generación, también lo hace con escritoras como Amparo Dávila, Guadalupe Dueñas o Elena Garro. Evodio Escalante afirma que la prosa de Inés Arredondo tiene cualidades poéticas y que su eficacia se debe en buena parte a la precisión de su lenguaje pero también resalta la impecable estructura de sus relatos y el uso magistral del understatement (o lo sobreentendido) como técnica literaria, lo que implica una obra de finales abiertos a la interpretación del lector. Las autoras Beatriz Espejo y Claudia Albarrán concuerdan en que Arredondo es una gran estilista del lenguaje,mientras que Elena Poniatowska cuenta que, durante el tiempo de Arredondo en la Revista Mexicana de Literatura, fue para los otros una especie de musa, la única mujer de su generación, y que tuvo a Huberto Batis y Juan García Ponce como «adoradores» (Poniatowska 1994: 2).
Por otro lado, «el erotismo, el mal, lo siniestro, la locura, la mirada, lo ominoso, lo sagrado o la dialéctica pureza/impureza son algunos de los temas más comentados por los estudiosos de su obra. Estos son transmitidos a través de una escritura que revela una feminidad feroz». Las autoras Aralia López González y Claudia Albarrán hablan de la obra de Arredondo como una «poética del límite», que con frecuencia enfrenta a sus personajes con el dolor, la muerte, la locura, la perversión y la maldad. También, «muchos de sus relatos tocan aspectos de una condición muy particular, la femenina, ya sea por las problemáticas que en ellos se plantean (…) o por la mirada y la voz de quienes cuentan las historias» pero, para Inés Ferrero Cándenas, es precisamente la experiencia del límite la que se encuentra como eje en los 34 relatos que conforman su producción cuentística, puntualmente en su segundo libro, Río subterráneo.

## Obras

### Cuentos
- La señal. México: Era, 1965 (Colección Alacena).
- Río subterráneo. México: Joaquín Mortiz, 1979 (Col. Nueva Narrativa Hispánica).
- Los espejos. México: Joaquín Mortiz/Planeta, 1988 (Serie del Volador).

### Novelas
- Opus 123. México: Oasis, 1983 (Los Libros del Fakir, 23).

### Ensayos
- Acercamiento a Jorge Cuesta. México: SEP/Diana 1982 (SepSetentas, 317).
- Ensayos. México: Fondo de Cultura Económica, 2012.

### Libros infantiles
- Historia Verdadera de una Princesa. Cuento para niños. México: CIDCLI/ Secretaría de Educación Pública 1984 (Reloj de Cuentos).

### Compilaciones
- Obras completas. México: Siglo XXI/DICOFUR, 1988.
- Cuentos completos. México: Fondo de Cultura Económica, 2011.
- Lo que no se comprende. Cuentos ilustrados (ilus. John Marceline). México: Fondo de Cultura Económica, 2021 (Clásicos del Fondo)

### Traducciones al inglés
- The Underground River and Other Stories. Trans. Cynthia Steele. Lincoln/London: University of Nebraska Press, 1996.

- Margarita Vargas and Juan Bruce Novoa. “The Shunammite.”  By Inés Arredondo.  Mundus Artium (1985):  36-45.

- Margarita Vargas and Juan Bruce Novoa. “Mariana.”  By Inés Arredondo.  Fiction (1981):  156-64.

### Traducciones al alemán
- "Die Sunemiterin", traducción por Barbara Kinter, en: Alcántara, Marco (ed.): Frauen in Lateinamerika 2. Erzählungen und Berichte. München: Deutscher Taschenbuch Verlag, 1986, pp. 80-91 (dtv, 10522).
- "Sommer", traducción por Erna Pfeiffer, en: Pfeiffer, Erna (ed.): AMORica Latina, Viena: Wiener Frauenverlag, 1991, pp. 55-64.

## Premios y distinciones
- Premio Xavier Villaurrutia 1979 por Río Subterráneo
- Medalla de Honor «Bernardo de Balbuena», 1986[15]
- Doctorado honoris causa de la Universidad Autónoma de Sinaloa, 1988